# Katarína Brychtová
Katarína Brychtová, rozená Šebestová (* 22. května 1967 Bratislava), je slovenská herečka a moderátorka.
Vystudovala herectví na VŠMU. Jistou dobu hostovala na scénách SND, Astorky, Radošinského naivného divadla, Trnavského divadla a Divadla SNP v Banské Bystrici. Hrala v mnoha televízních inscenacích. Dabuje zahraniční filmy a seriály, v americkém sitkomu Přátelé namluvila Rachel. Jak moderátorka začínala v Rádiu Twist, kde vysílala svou autorskou relaci Rande. V roce 2003 uváděla v televizi JOJ ranní program Raňajojky, který v lednu 2004 vyměnila za Poštu pre teba na obrazovkách STV. S manželem, chirurgem Ivanem Brychtou, má dceru Katarínu a syna Jakuba.

## Filmografie
- 1990: Sila lásky (TV film)
- 1994: Vášnivé známosti
- 2009: Ako som prežil – Dobrý synček
- 2009: Panelák
- 2013: Hlavne, že sa máme radi…
- 2013: Pravdivé príbehy s Katkou Brychtovou
- 2021: Susedia